# Neochrysotypus cerussus
Neochrysotypus cerussus är en fjärilsart som beskrevs av Paul E. Whalley 1971. Neochrysotypus cerussus ingår i släktet Neochrysotypus och familjen Thyrididae. Inga underarter finns listade i Catalogue of Life.